# Feliks I.
Feliks I., papa od 5. siječnja 269. do 30. prosinca 274.

## Životopis
Rodom je bio Rimljanin. Za papu je izabran 5. siječnja 269. Za vrijeme svoga pontifikata, odobrio je služenje svete mise kraj grobova kršćanskih mučenika. Pripisuje mu se, da je uveo posvetu crkava. Snažno je davao potporu kršćanima, tijekom progona cara Aurelijana. I sam je postao mučenik, 30. prosinca 274.
Proglašen je svetim, a spomendan mu je 30. prosinca.